# Pleurotomariidae
Pleurotomariidae é uma família de moluscos gastrópodes marinhos proposta por Swainson em 1840 e conhecidos pelo nome comum, em inglês, de slit shells. Inclui espécies bentônicas de águas profundas.

## Características da concha
A principal característica de um caramujo da família Pleurotomariidae reside na lateral externa da abertura de sua concha, o que lhes deu a denominação de slit shells (conchas com fenda). Trata-se de um canal, mais ou menos alargado, que se abre na última volta e que se apresenta como uma cicatriz nas voltas anteriores, na medida em que o manto cresce e o cobre com substância calcária. A região desta cicatriz se chama selenizona. O aspecto da concha é cônico (ou como o de um pião tradicional ou turbante), possuindo interior nacarado e superfície com relevo geralmente bem aparente, mais ou menos reticulado, e coloração em tons de creme, com desenhos difusos em rosa ou alaranjado, mais raramente em vermelho. Em alguns exemplares o umbílico é aprofundado. Possuem opérculo córneo, redondo e plano. As dimensões de algumas espécies superam 20 centímetros, enquanto as menores não chegam a 5 centímetros. A maior espécie conhecida é Entemnotrochus rumphii, do oceano Pacífico, podendo atingir acima de 25 centímetros.
Existe uma superfamília de Gastropoda, Scissurelloidea, também dotada de conchas com fendas, similares às de Pleurotomariidae, porém estas conchas não ultrapassam dimensões de um centímetro, quando desenvolvidas.

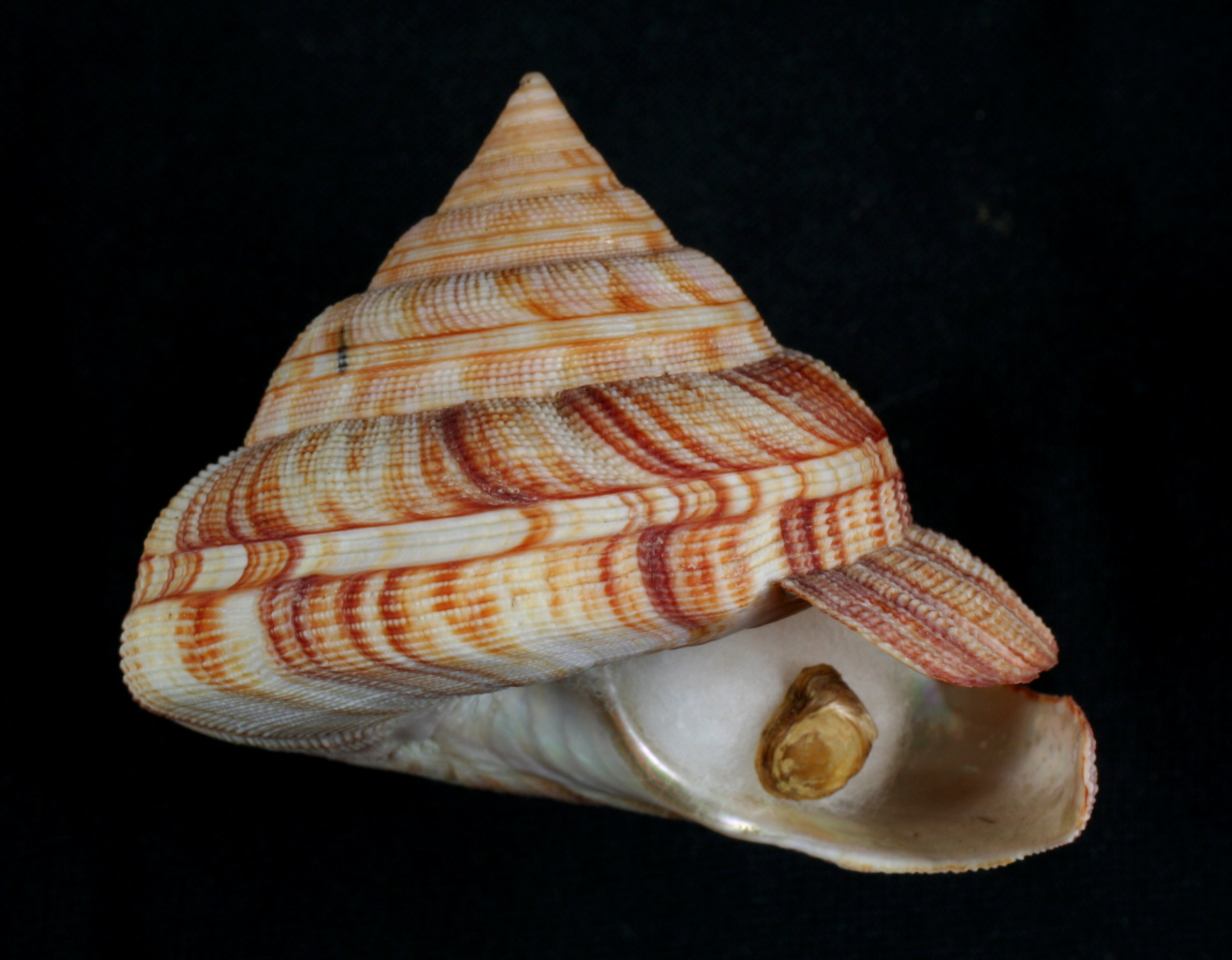
Exemplar de Perotrochus atlanticus, onde são visíveis a cicatriz de crescimento, selenizona, de sua fenda lateral, em voltas anteriores, e seu opérculo.
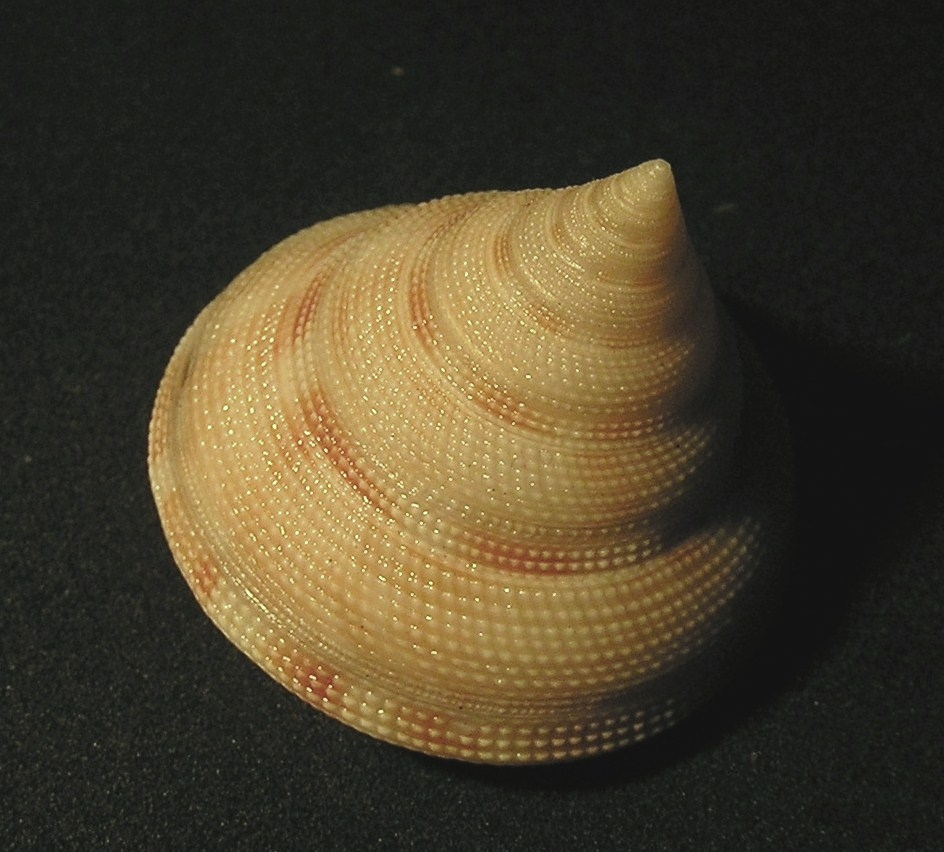
Relevo da superfície da concha de Perotrochus caledonicus.

## Hábitos, habitat, descrição do animal, gêneros, distribuição e registro fóssil
São habitantes dos bentos e paredões de abismos marinhos, geralmente da zona mesopelágica para baixo, daí advindo sua raridade em coleções e altos preços pagos por muitos exemplares, além de muitas espécies serem frágeis para a conservação. O canal da borda da concha é usado para permitir que as águas residuais de sua excreção escapem da câmara do manto.
Pleurotomariidae são predados por crustáceos e peixes, mas são notavelmente resistentes ao ataque. Eles secretam um líquido branco, quando em perigo, para repelir predadores. Se alimentam principalmente de Porifera e completam sua dieta com Crinoidea e Octocorallia. Também se alimentam de tecidos mortos de peixes e mariscos, ajuntando e filtrando estes detritos orgânicos nas areias macias da região em que habitam.
Animal primitivo, com duas longas brânquias. Pé, dispositivo de locomoção ventral, grande e amplo. Tentáculos bem desenvolvidos, com os olhos em sua base. Probóscide ampla. Rádula com grande número de dentes (histricoglossa). Sexos separados, com a fecundação ocorrendo na água. As espécies viventes pertencem aos gêneros Entemnotrochus (C. É. Bayle; P. Fischer, 1885),  Perotrochus (P. Fischer, 1885), Mikadotrochus (W. A. Lindholm, 1927) e Bayerotrochus (Harasewych, 2002); muitos anteriormente classificados no gênero Pleurotomaria (Defrance, 1826), agora apenas registrado como fóssil.
Os Pleurotomariidae estão continuamente presentes no registro fóssil desde o Cambriano e alcançando maior diversidade numérica e morfológica, dominando a fauna de gastrópodos de águas rasas, durante o Paleozóico e Mesozoico. O primeiro exemplar vivo, da espécie Perotrochus quoyanus (descrito por P. Fischer & A. C. Bernardi, em 1856, através de um exemplar de coleção), foi descoberto em meados do século XIX, no Atlântico ocidental; mais precisamente em 1879 por William Healey Dall, na expedição "Blake". As duas principais zonas de dispersão de espécies ficam na costa oeste do oceano Pacífico, da Nova Zelândia ao Japão, e na costa oeste do oceano Atlântico, região do Caribe e costa leste da América do Sul, com cerca de 30 espécies viventes ao redor do mundo. Uma espécie, Bayerotrochus africanus (Tomlin, 1948), foi encontrada em 1931 ao longo da Província de Natal, na África do Sul.

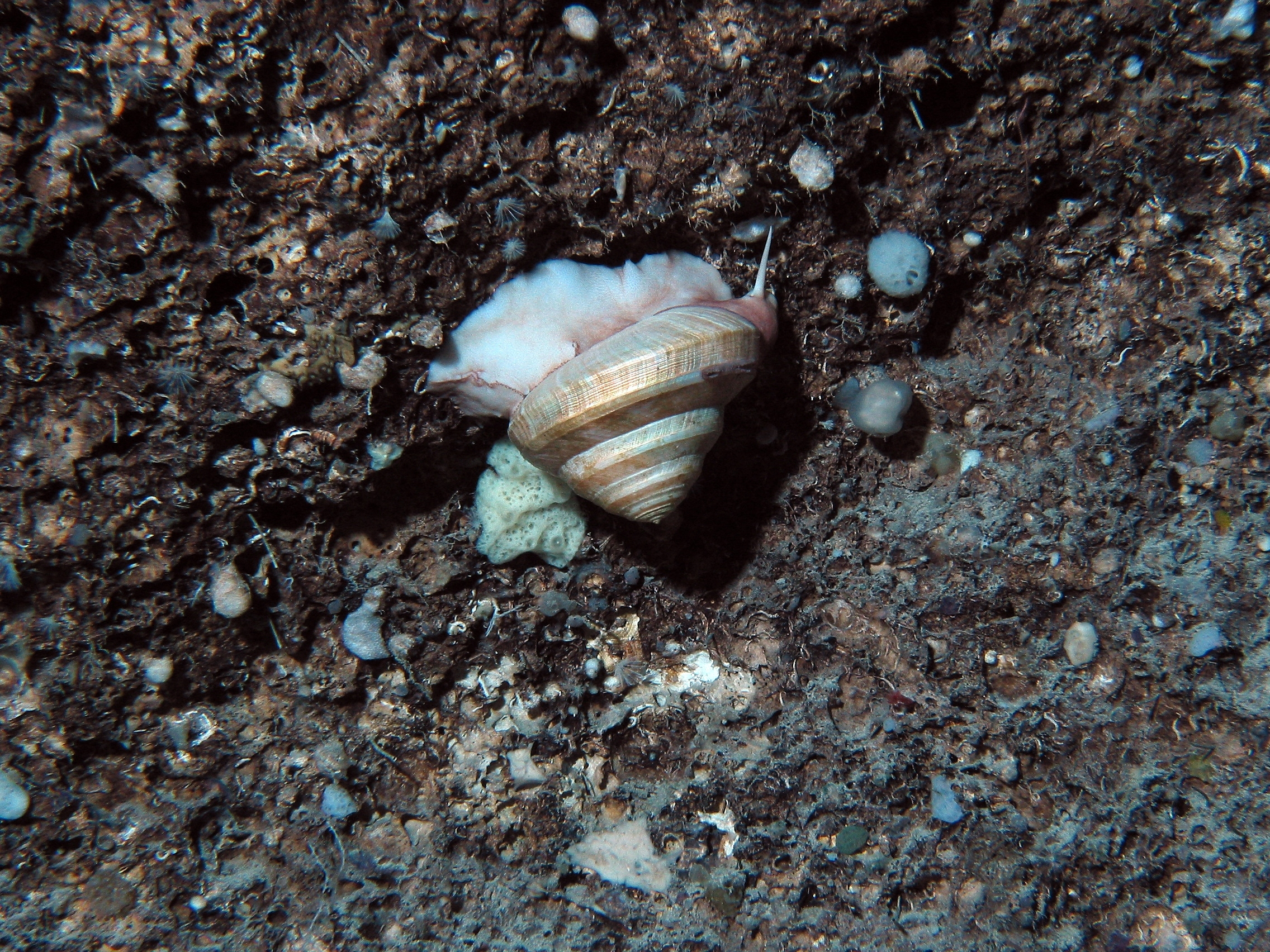
Exemplar vivo de Bayerotrochus midas, fotografado em Florida Keys.
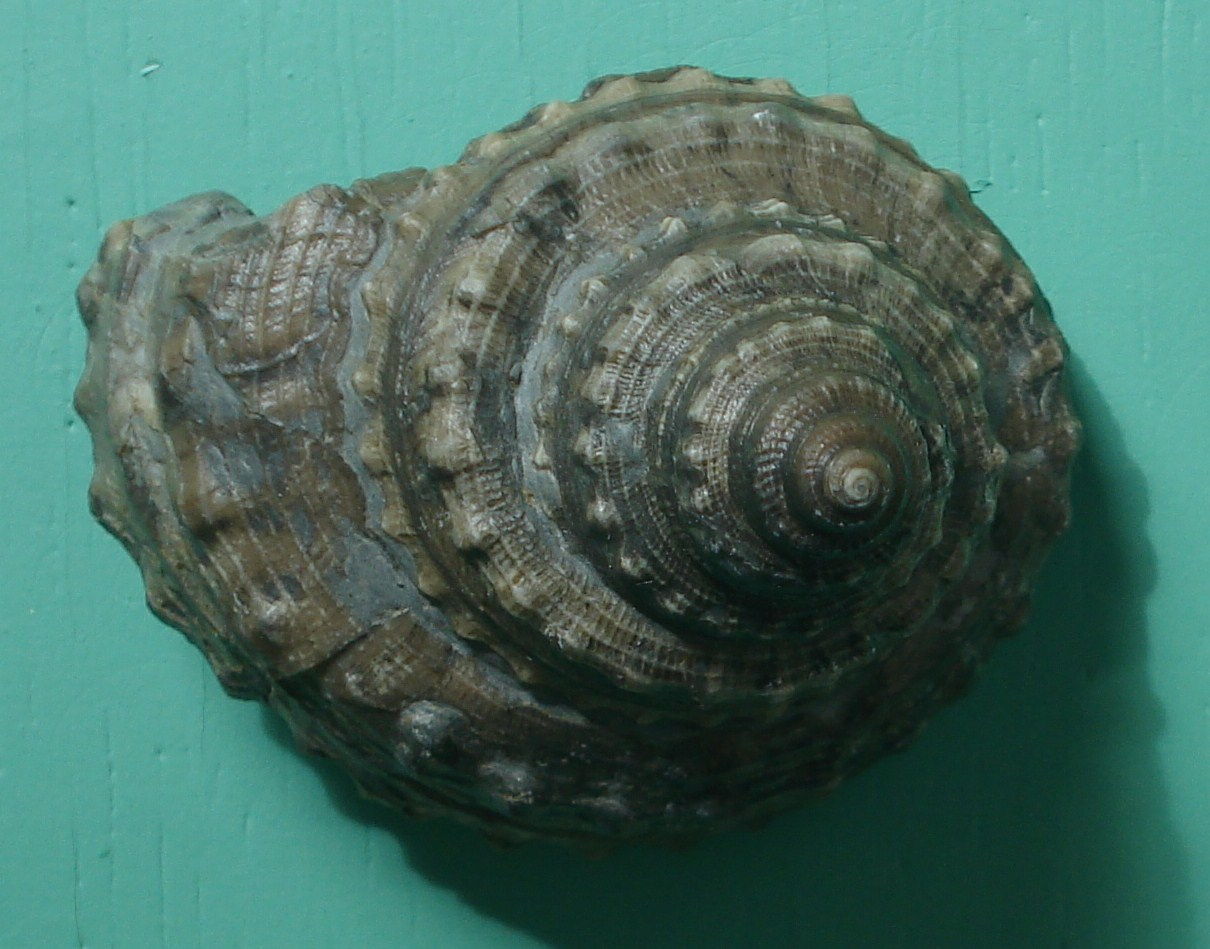
Concha fóssil de Pleurotomaria anglica.

## Espécies viventes dePleurotomariidae
Lista de espécies viventes de Pleurotomariidae segundo a página WoRMS, juntamente com a região geográfica de distribuição:
- Gênero Entemnotrochus P. Fischer, 1885[15]
- Entemnotrochus adansonianus (Crosse & P. Fischer, 1861) - OA
- Entemnotrochus rumphii (Schepman, 1879) - OP
- Gênero Mikadotrochus Lindholm, 1927[16]
- Mikadotrochus beyrichii (Hilgendorf, 1877) - OP
- Mikadotrochus gotoi (Anseeuw, 1990) - OP
- Mikadotrochus hirasei (Pilsbry, 1903) - OP
- Mikadotrochus salmianus (Rolle, 1899) - OP
- Gênero Perotrochus P. Fischer, 1885[17]
- Perotrochus amabilis (Bayer, 1963) - OA
- Perotrochus anseeuwi Kanazawa & Goto, 1991 - OP
- Perotrochus atlanticus Rios & Matthews, 1968 - OA
- Perotrochus caledonicus Bouchet & Métivier, 1982 - OP
- Perotrochus charlestonensis Askew, 1987 - OA
- Perotrochus deforgesi Métivier, 1990 - OP
- Perotrochus lucaya Bayer, 1965 - OA
- Perotrochus maureri Harasewych & Askew, 1993 - OA
- Perotrochus metivieri Anseeuw & Goto, 1995 - OP
- Perotrochus oishii (Shikama, 1973) - OP
- Perotrochus pseudogranulosus Anseeuw, Puillandre, Utge & Bouchet, 2015 - OP
- Perotrochus quoyanus (P. Fischer & Bernardi, 1856) - OA
- Perotrochus tosatoi Anseeuw, Goto & Abdi, 2005 - OA
- Perotrochus vicdani Kosuge, 1980 - OP
- Perotrochus wareni Anseeuw, Puillandre, Utge & Bouchet, 2015 - OP
- Gênero Bayerotrochus Harasewych, 2002[18]
- Bayerotrochus africanus (Tomlin, 1948) - OI
- Bayerotrochus boucheti (Anseeuw & Poppe, 2001) - OP
- Bayerotrochus diluculum (Okutani, 1979) - OP
- Bayerotrochus indicus (Anseeuw, 1999) - OI
- Bayerotrochus midas (Bayer, 1965) - OA
- Bayerotrochus philpoppei Anseeuw, Poppe & Goto, 2006 - OP
- Bayerotrochus poppei Anseeuw, 2003 - OP
- Bayerotrochus pyramus (Bayer, 1967) - OA
- Bayerotrochus tangaroanus (Bouchet & Métivier, 1982) - OP
- Bayerotrochus teramachii (Kuroda, 1955) - OP
- Bayerotrochus westralis (Whitehead, 1987) - I-P